# Manuel Alejandro Espinosa
Manuel Alejandro de Espinosa Estefani (1802-1853) fue un militar y gobernador de la provincia argentina de Tucumán en 1852.

## Biografía
Mientras el gobernador Celedonio Gutiérrez viajaba a San Nicolás de los Arroyos para el famoso Acuerdo de San Nicolás, la Legislatura Provincial vio la oportunidad de terminar con la tiranía de "El Peludo" Gutiérrez; entonces, el 14 de junio sancionó una Ley declarándolo cesante y nombraron en el cargo al Coronel Espinosa.
El 18 de junio, la Sala de Representantes se reunió nuevamente para discutir el acuerdo de San Nicolás, que finalmente fue aprobado; al mismo tiempo se sancionó el destierro de Gutiérrez, quien al regresar de viaje se encontró con la novedad y se alzó contra la autoridad constituida. Espinosa lo derrotó, pero en 1853 se enfrentaron nuevamente, el gobernador terminó derrotado y Gutiérrez inició su cuarto mandato.
El fallecimiento de Manuel A. Espinosa se registra en la Iglesia Catedral de Tucumán el 21 de febrero de 1853.

## Gobernador de Tucumán
Durante su gobierno a principios de noviembre de 1852, se redactó y aprobó la constitución provincial, celebrándose el acontecimiento con grandes fiestas populares. Dentro de su gobierno, Espinosa nombró a Uladislao Frías como ministro de Gobierno y a Salustiano Zavalía como Ministro Plenipotenciario.